# Heinrich Czolbe
Heinrich Czolbe, född 30 december 1819, död 19 februari 1873, var en tysk filosof.
Czolbe var militärläkare i Königsberg. Han påverkades tidigt av David Strauss och Ludwig Feuerbach, och hyllade ursprungligen materialismens grundläror. Genom energiskt genomtänkande av deras konsekvenser fördes han dock via alltbesjälningsläran till föreställningen om verkligheten som ett kraftspel mellan materiella atomer, organiska krafter och själsliga element för att slutligen närma sig spinozismen. Czolbe lade stor vikt vid våra teoriers och hypotesers åskådlighet och upphöjde matematiken till ideal för all forskning. Som etiker påyrkar han, att människan skall låta sig nöja med den givna världen, och förkastar all längtan efter det översinnliga som utslag av omoralisk svaghet.
Bland Czolbes arbeten märks Neue Darstellung des Sensualismus (1855), Die Entstehung des Selbstbewusstseins (1856), Die Grenzen und der Ursprung der menschlichen Erkenntnis (1865) samt Grundzüge einer extensionalen Erkenntnistheorie (1875).